# Graysville (Alabama)
Graysville es una ciudad ubicada en el condado de Jefferson, en el estado estadounidense de Alabama. En el censo de 2010, su población era de 2165 habitantes.

## Demografía
En el 2000 la renta per cápita promedia del hogar era de $ 30.994$, y el ingreso promedio para una familia era de 35.938$. El ingreso per cápita para la localidad era de 16.328$. Los hombres tenían un ingreso per cápita de 30.692$ contra 25.446$ para las mujeres.

## Geografía
Graysville está situado en 33°37′37″N 86°57′44″O / 33.62694, -86.96222 (33.626955, -86.962255).
Según la Oficina del Censo de los EE. UU., la ciudad tiene un área total de 17.01 millas cuadradas (44.06 km²).